# Gibraltar (film, 2013)
Pour les articles homonymes, voir Gibraltar (film).
Pour plus de détails, voir Fiche technique et Distribution.
Gibraltar est un film à suspense français réalisé par Julien Leclercq et sorti en 2013.
L'histoire est tirée de la vie de Marc Fievet.

## Synopsis
Propriétaire d'un bar près de Gibraltar et acculé par les dettes, Marc Duval se voit proposer par les douanes françaises de devenir un indic rémunéré dans le narcotrafic. Dès lors, il devient rapidement un jouet et se retrouve entraîné dans des affaires de plus en plus dangereuses.

## Fiche technique
- Titre : Gibraltar
- Réalisation : Julien Leclercq
- Scénario : Abdel Raouf Dafri, d'après le livre de Marc Fievet
- Musique : Clinton Shorter
- Photographie : Thierry Pouget et Mika Cotellon
- Montage : Mickael Dumontier et Arthur Tarnowski
- Son : Bruno Seznec, Sebastien Marquilly et Sebastien Ariaux
- Direction artistique : Alexis McKenzie Main
- Décors : Jean-Philippe Moreaux
- Costumes : Odette Gadoury
- Production : Dimitri Rassam et Julien Leclercq
- Sociétés de production  : Chapter 2, en coproduction avec Orange Studio, Les Films L'Aviseur Inc., SND, Transfilm, M6 Films, Jouror Productions, Savon Noir, Nexus Factory, U Film et Cool Industrie
- Société de distribution : SND et Orange Studio
- Pays de production :  France
- Langues originales : français, anglais, arabe, espagnol et italien
- Format : couleur - 2,35:1
- Durée : 110 minutes
- Genre : thriller
- Dates de sortie : 11 septembre 2013

## Distribution
- Gilles Lellouche : Marc Duval
- Tahar Rahim : Redjani Belimane
- Riccardo Scamarcio : Mario / Claudio Pasco Lanfredi
- Raphaëlle Agogué : Clara Duval
- Mélanie Bernier : Cécile Duval
- Philippe Nahon : Glacose
- Aidan Devine : Bobby Sims
- Vlasta Vrana : le contrôleur Nichols
- Joe Cobden : l'agent Carlyle
- Youssef Hajdi : le messager
- Romano Orzari : le colosse
- Jean-Philippe Puymartin : Jean-Henri Gallois
- Alban Lenoir : Philippe
- John Ralston : John Wexford
- Aymen Saïdi : le pouilleux
- Kahina Carina : Mme Belimane
- Kate Drummond (en) : officier NYPD Campbell